# Gornji Volar
Gornji Volar (szerbül: Горњи Волар, egykor Volar Katolički), horvát falu Bosznia-Hercegovinában, Bosanska krajina területén, Prijedor községben, a Szerb Köztársaságban. 

## Fekvése
Bosznia-Hercegovina északnyugati részén, Banja Lukától légvonalban 53, közúton 68 km-re nyugat-északnyugatra, községközpontjától légvonalban 10, közúton 14 km-re nyugatra, a Volar-patak völgyében, valamint a környező dombvidéken, 150 – 250 méteres tengerszint feletti magasságban fekszik. Több, kis falucskából áll.

## Népessége
| Nemzetiségi csoport | Népesség 1991 | Népesség 2013 |
| ------------------- | ------------- | ------------- |
| Szerb               | 2             | 8             |
| Bosnyák             | 0             | 0             |
| Horvát              | 355           | 43            |
| Jugoszláv           | 12            | 0             |
| Egyéb               | 4             | 0             |
| Összesen            | 373           | 51            |

## Története
Katolikus lakosság már a középkor óta él a településen. A katolikus plébánia székhelye a középkortól Vodičevo, majd 1788-tól Volar volt. A dubicai háború (1788-1791) idején ugyanis a katolikusok az üldözés elől osztrák földre menekültek. A vodicsevói plébánia megszűnt, a megmaradt katolikusok pedig a távolabbi Volarba vonultak vissza. 1801 óta a plébánia székhelye Šurkovacon van.
A település 1878-ig tartozott az Oszmán Birodalomhoz, ekkor a berlini kongresszus határozata alapján az Osztrák-Magyar Monarchia része lett. 1910-ben Volar Katolički településen 64 háztartást, 52 ortodox szerb és 385 katolikus lakost találtak. A monarchia szétesésével 1918-ben előbb a Szerb-Horvát-Szlovén Királyság, majd 1929-től a Jugoszláv Királyság része. 1921-ben a községnek 71 háztartása és 483 lakosa volt. Jugoszlávia megszállása után a falu a Független Horvát Állam (NDH) része lett. 
1945-től a település a szocialista Jugoszlávia része volt. Gornji Volar 1963-ig Ljubija község része volt. A boszniai háború idején a település a Boszniai Szerb Köztársasághoz tartozott. A daytoni békeszerződést követő területfelosztásnál a település Prijedor község részeként a Szerb Köztársaság területéhez került. 

## Nevezetességei
- Gornji Volarban a temetőben található a Szent Antal-kápolna, mely 1982-1983-ban épült. A boszniai háborúban kifosztották és fa haranglábával együtt elpusztították. A háború után helyereállították.[7] Felszentelése 2017. június 13-án történt.[8]

- Gornji Volarban, Matanovići falucskában, a környék egyik legrégebbi temetőjében állt a Szent Rókus temetőkápolna. Az 1983-tól 1984-ig tartó időszakban a régi kápolna helyett újat építettek, de a boszniai háborúban súlyosan megrongálódott és elpusztult.[7]

- A „Kod slike” nevű helyen egy útkereszteződésben van egy falusi útikápolna Szent Antal szobrával. A történelem során ez is többször elpusztult, de mindig újjáépítették. A boszniai háborúban ismét teljesen elpusztult. A háború után helyereállították.[7]